# Parafia Świętego Jacka i Matki Bożej Różańcowej w Horodle
Parafia Świętego Jacka i Matki Bożej Różańcowej w Horodle – rzymskokatolicka parafia należąca do dekanatu Hrubieszów-Północ diecezji zamojsko-lubaczowskiej. 
Parafia została utworzona w 1394. Mieści się przy ulicy Jurydyka. Parafię prowadzą księża diecezjalni.
Do parafii należą wierni z następujących miejscowości:  Horodło, Kopyłów, Liski, Matcze.